# Maraton (poemat)
Maraton – poemat Kornela Ujejskiego napisany w 1844, poświęcony bitwie pod Maratonem, której przykład miał za zadanie nakłonić Polaków do walki z zaborcami; jeden z najpopularniejszych utworów o charakterze patriotycznym w polskiej literaturze romantycznej. Do Maratonu nawiązała Maryla Wolska w wierszu Tamten świat z tomu Dzbanek malin z 1929, w którym opisana została deklamacja dzieła w salonie Żulińskich, jako element „atmosfery patriotycznego salonu lwowskiego lat siedemdziesiątych XIX wieku”.
Poemat został zaprezentowany w 1845 w czasie lwowskiego salonu literackiego u Adama Kłodzińskiego. Pierwsze wydanie pojawiło się w 1847 nakładem Biblioteki Naukowej Zakładu im. Ossolińskich, w 1848 zaś ukazał się przedruk utworu w wydanym w Wiedniu tomie Kwiaty bez woni (strony 52-68). Ok. 1845 autor napisał Wstęp, który wydrukowany został we Lwowie w tomie Zwiędłe liście w 1849 - posiada on charakter podobny do Grobu Agamemnona Juliusza Słowackiego. Ukazanie się w Przewodniku Naukowym i Literackim w 1894 Zakończenia zostało uniemożliwione przez cenzurę Austro-Węgier. Pierwsze wydanie całości dzieła (wraz ze Wstępem i Zakończeniem) miało miejsce w tomie wydanym wraz ze Skargami Jeremiego w Brodach w 1906 w opracowaniu Michała Janika w ramach serii „Arcydzieła Polskich i Obcych Pisarzy”.